# J.N. Gomard
Johan Nikolaj Gomard (født 28. juni 1815 i Odense, død 27. april 1900) var en dansk bogbinder, boghandler og politiker.
Gomard var søn af Nikolai Gomard som var en frisør og sproglærer som stammede fra Frankrig. Han gik i skole i Odense 1823-1826 og kom så i huset hos lærer Welhaven. Siden kom han i lære som bogbinder. Som udlært i 1834 tog han til København hvor han en kort periode var elev på Det Kongelige Teater og ellers arbejdede som bogbinder. I 1837 blev han bogbinder i Odense, og et halvt år senere i Nyborg. I 1849 åbnede Gomard en bog- og papirhandel i Nyborg. Endelig var han assistent og sekretær ved Vridsløselille Straffeanstalt 1860-1891. Han udgav en digtsamling i 1859
under psuonymet Nikolaj Bogbinder.
Gomard var næstformand for Nyborg Borgerrepræsentantskab 1849-1853. Han var medlem af Folketinget valgt i Svendborg Amts 1. valgkreds (Nyborgkredsen) fra 4. august 1852 til 14. juni 1861 hvor han tabte folketingsvalget til J.H. Jespersen.